# Esteban Calderón
Esteban Alex Calderón González (ur. 13 lutego 2004 w Placilli) – chilijski piłkarz występujący na pozycji napastnika, od 2024 roku zawodnik O’Higgins.